# الجرنية (الرقة)
الجرنية قرية سورية تتبع ناحية الجرنية في منطقة الثورة في محافظة الرقة. بلغ عدد سكانها 2686 نسمة في عام 2004 حسب إحصاء المكتب المركزي للإحصاء.